# Рогозница
Рогозница је насељено мјесто и средиште истоимене општине у саставу Шибенско-книнске жупаније, у Далмацији, Република Хрватска.

## Географија
Рогозница се налази на обали Јадранског мора. Удаљена је око 35 км јужно од Шибеника.

## Историја
Насеље се до територијалне реорганизације у Хрватској налазило у некадашњој великој општини Шибеник.

## Становништво
Према попису становништва из 2011. године, насеље Рогозница је имала 1.121 становника.
| Демографија | Демографија | Демографија |
| Година      | Становника  | Становника  |
| ----------- | ----------- | ----------- |
| 1971.       | 674         |             |
| 1981.       | 701         |             |
| 1991.       | 825         |             |
| 2001.       | 1.151       |             |
| 2011.       |             | 1.121       |

## Попис 1991.
На попису становништва 1991. године, насељено место Рогозница је имало 825 становника, следећег националног састава:
| Попис 1991.‍  | Попис 1991.‍  | Попис 1991.‍ | Попис 1991.‍ | Попис 1991.‍ |
| ------------ | ------------ | ----------- | ----------- | ----------- |
|              |              |             |             |             |
| Хрвати       | Хрвати       |             | 744         | 90,18%      |
| Срби         | Срби         |             | 16          | 1,93%       |
| Муслимани    | Муслимани    |             | 9           | 1,09%       |
| Албанци      | Албанци      |             | 8           | 0,96%       |
| Југословени  | Југословени  |             | 8           | 0,96%       |
| Мађари       | Мађари       |             | 6           | 0,72%       |
| Македонци    | Македонци    |             | 2           | 0,24%       |
| Словенци     | Словенци     |             | 2           | 0,24%       |
| Руси         | Руси         |             | 1           | 0,12%       |
| Словаци      | Словаци      |             | 1           | 0,12%       |
| Чеси         | Чеси         |             | 1           | 0,12%       |
| остали       | остали       |             | 2           | 0,24%       |
| неопредељени | неопредељени |             | 12          | 1,45%       |
| регион. опр. | регион. опр. |             | 2           | 0,24%       |
| непознато    | непознато    |             | 11          | 1,33%       |
| укупно: 825  |              |             |             |             |